# Hurling Club
Hurling Club, generalmente conocido como "Hurling", es un club deportivo argentino ubicado en Hurlingham, Buenos Aires. Como su nombre lo indica, el club fue establecido en 1922 como un equipo de hurling. Otras disciplinas organizadas por Hurling son el hockey sobre césped, el fútbol gaélico, el rugby y el tenis.
El equipo de rugby juega actualmente en la Primera A, la segunda división de la URBA, mientras que el equipo de hockey compite en los torneos organizados por la Asociación de Hockey de Buenos Aires.
Hurling también es notable por ser el único club que alberga la práctica del fútbol gaélico en Argentina. La selección nacional ganó la Copa del Mundo celebrada en Abu Dhabi en 2016, con un equipo formado exclusivamente por futbolistas de rugby.

## Historia
Los inmigrantes irlandeses argentinos fueron los primeros en introducir la práctica del hurling en el país en 1887. Más tarde formaron el primer equipo que se llamó "Buenos Aires Hurling Club", en agosto de 1900. La Primera Guerra Mundial trajo consigo la suspensión de la importación de los hurleys, stick con el que se practica este deporte. La práctica del hurling se detuvo hasta que la guerra llegó a su fin. En 1920, varios clubes como Buenos Aires, Mercedes, Wanderers y Bearna Baoghail, se reunieron para encontrar un campo donde jugar hurling. Como ninguno de los clubes tenía un campo propio, los primeros juegos se jugaron en el Club Singer.
En agosto de 1922, el Banco de la Nación Argentina alquiló un terreno en el distrito de Floresta al Buenos Aires Hurling Club. El 27 de agosto, se estableció oficialmente la "Federación Argentina de Hurling".
Sin embargo, en 1924 la municipalidad de Buenos Aires envió una orden de desalojo al club, alegando que allí se abrirían nuevas calles. Hurling se mudó a Villa Devoto, donde el club alquiló un terreno en la calle Santo Tomé. Durante sus años en Villa Devoto, el club formó el primer equipo de hockey sobre césped femenino (que comenzó a competir bajo el nombre de "Alas Doradas" en 1931) y fue el anfitrión de la práctica de atletismo, bowls y tenis.
A medida que disminuía la práctica del hurling, algunos de los miembros de Hurling comenzaron a introducir otros deportes en el club, como el hockey sobre césped masculino y el rugby.
La primera práctica de rugby fue en 1941, pero se jugó el primer partido un año después. La camiseta elegida fue verde, blanca y naranja en tiras horizontales, que se llevaría hasta 1956. El primer equipo de URBA que jugó contra Hurling fue Lomas Athletic en mayo de 1942. El partido se jugó en Villa Devoto, con Lomas ganando por 19–5. La alineación de Hurling fue: K. Patricio Keegan, Guillermo Mac Allister, A. Harten, Santiago Ussher (capitán), Lorenzo Shanly, Desmond Fitzpatrick, Tomás Mac Cormack, Edmundo Shanly, J. Kelly, Eduardo Ferro, Guillermo MacDermott, José Carmody, Cornelius Ronayne, Roberto Schamun, Sean Sills.
En 1943, Hurling se afilió a la URRP (actual URBA) y comenzó a competir en la tercera división. El primer partido oficial fue el 9 de mayo de 1943, contra el Club de Rugby Kanguru. Hurling perdió por 17–3.
En 1945, Hurling adquirió un terreno en Hurlingham, Buenos Aires, donde el club creó sus nuevas instalaciones, completándolas tres años después. En 1955 las instalaciones del club fueron completamente quemadas por un incendio. El club fue reconstruido más tarde, agregando también un campo de golf en 1963.
La sección de hockey sobre césped se ha convertido en la más exitosa del club, habiendo ganado 13 campeonatos hasta la fecha (10 títulos por equipo masculino y 3 por femenino).

## Títulos

### Rugby masculino
Ascenso 2014
Ascenso 2023

### Hockey masculino
Metropolitano de Primera División: 9
1949, 1950, 1951, 1953, 1954, 1955, 1956, 1969, 1978, 1983

### Hockey femenino
Metropolitano de Primera División: 3
1959, 1972, 1978